# Masters de Montecarlo 1992
El Masters de Montecarlo 1992 fue un torneo de tenis masculino jugado sobre tierra batida. Fue la 86.ª edición de este torneo. Se celebró entre el 20 y el 26 de abril de 1992.

## Campeones

### Individuales
Thomas Muster vence a  Aaron Krickstein, 6–3, 6–1, 6–3.

### Dobles
Boris Becker /  Michael Stich vencen a  Petr Korda /  Karel Nováček, 6–4, 6–4.